# Wassili Markowitsch Florinski

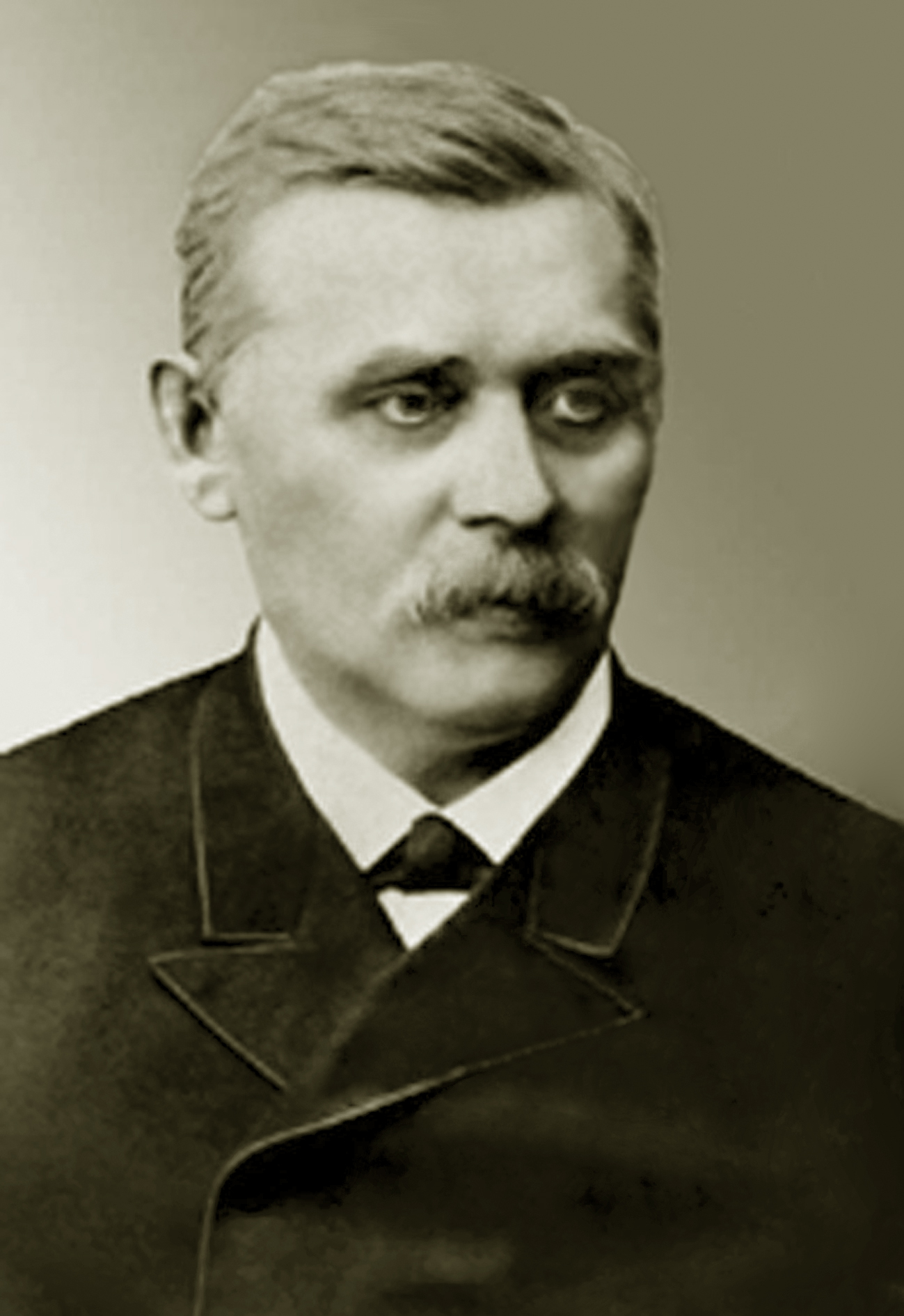
Wassili Markowitsch Florinski

Wassili Markowitsch Florinski (russisch Василий Маркович Флоринский; * 16. Februarjul. / 28. Februar 1834greg. im Dorf Frolowskoje, Ujesd Jurjew; † 3. Januarjul. / 15. Januar 1899greg. in St. Petersburg) war ein russischer Gynäkologe, Ethnograph und Hochschullehrer.

## Leben
Florinski stammte aus der kinderreichen Familie des Diakons Mark Jakowlewitsch Florinski (1800–1872) und seiner Frau Marija Andrejewna geborene Fjodorowa (1803–1883). Bald nach Florinskis Geburt brannte die Holzkirche in Florowskoje ab, so dass der Vater die Stelle verlor. Die Familie zog hinter den Ural in das Dorf Peski, Ujesd Schadrinsk, wo der Vater durch Protektion seines Schwiegervaters Erzbischof Arkadi (Fjodorow) zum Priester ernannt wurde. Florinski wurde im Alter von 9 Jahren in die fünfjährige Geistliche Grundschule am Mariä-Entschlafens-Kloster Dalmatowo geschickt, nach deren Abschluss er in das Geistliche Seminar Perm aufgenommen wurde.
Nach dem Seminarabschluss 1853 studierte Florinski an der Kaiserlichen Medizinisch-Chirurgischen Akademie St. Petersburg (MChA). Als einer der begabtesten Studenten mit Fremdsprachenkenntnissen wurde er nach dem 3. Kurs zu einem zweijährigen Auslandsstudium abkommandiert. Gleich nach dem Ende des Krimkriegs 1856 gelangen ihm Studienaufenthalte in Deutschland, Frankreich, Österreich und in der Schweiz. Bei seiner Rückkehr hatte er bereits etwa 20 Arbeiten veröffentlicht.
Nach dem Bestehen der Arztprüfung 1858 wurde er als überzähliger Mediziner am Militärmedizinischem Amt zur weiteren Ausbildung an das zweite Militärlandkrankenhaus an der MChA abkommandiert. 1860 wurde er Vollmitglied der Gesellschaft der russischen Ärzte in St. Petersburg. Im selben Jahr wurde er außerordentlicherweise beauftragt, mit den Rechten eines Privatdozenten an der MChA eine Vorlesung über Frauenkrankheiten zu halten. Erst im April 1861 verteidigte er seine Dissertation über Dammrisse während der Geburt für die Promotion zum Doktor der Medizin, worauf er zum Privatdozenten am Lehrstuhl für Geburtshilfe und Gynäkologie der MChA ernannt wurde. Jedoch wurde er bald wieder zu wissenschaftlichen Zwecken für zwei Jahre ins Ausland abkommandiert. Nach der Rückkehr 1863 wurde er Adjunkt-Professor am Lehrstuhl für Geburtshilfe und Gynäkologie und leitete den Lehrstuhl Eduard-Anton Jakowlewitsch Krassowskis. 1865 wurde er Assistenzarzt an der Klinik für Geburtshilfe des Lehrstuhls und betreute die 12 Kinderbetten, die sich dort seit der Zeit Stepan Fomitsch Chotowizkis befanden. 1869 wurde erstmals in Russland die Pädiatrie von der Geburtshilfe und Gynäkologie abgetrennt, und Florinski wurde als außerordentlicher Professor der Leiter des neuen Lehrstuhls.
1873 bereiste Florinski das Gouvernement Orenburg und untersuchte ethnographisch das Leben der Baschkiren. Er war ein starker Befürworter der Theorie der türkischen Herkunft der Baschkiren. Auch postulierte er eine Urheimat der angeblich kulturell hochstehenden Arier in Zentralasien. 1875 wurde er zum Vollmitglied der Russischen Geographischen Gesellschaft gewählt. Er legte eine archäologische Sammlung an, die er 1882 dem Tomsker Archäologischen Museum übergab.
1873 wurde Florinski neben seiner Arbeit in der MChA ständiges Mitglied des Wissenschaftskomitees des Volksbildungsministeriums. Bei seiner Arbeit im Ministerium beteiligte er sich auch an den Kommissionen, die für die Gründung einer sibirischen Universität gebildet worden waren. 1875 verließ er die MChA und konzentrierte sich als Leiter des Medizin-Komitees auf die Arbeit im Ministerium. 1877 wurde er Mitglied der Sonderkommission für die Ortswahl für die sibirische Universität, wobei neben Tomsk auch Omsk vorgeschlagen war. 1880 wurde er als Mitglied der Baukommission nach Tomsk abkommandiert. Nach dem Abschluss der Bauphase der neuen Sibirischen Universität (1885–1888) wurde Florinski Kurator des westsibirischen Wissenschaftsbezirks und steuerte den Aufbau der Universität.
Daneben leitete Florinski ab 1878 im Rang eines ordentlichen Professors den Lehrstuhl für Geburtshilfe und Frauenkrankheiten der Universität Kasan. 1879 wurde er zum auswärtigen Mitglied der Bostoner Gesellschaft für Gynäkologie gewählt. Er war Ehrenmitglied der Gesellschaft russischer Ärzte in St. Petersburg.
1898 schied Florinski aus dem Dienst und ließ sich in Kasan nieder, wo seine Tochter mit ihrer Familie lebte. Ende 1898 besuchte er St. Petersburg, wo er im Hotel an einem Herzinfarkt starb. Sein Grab auf dem Friedhof des Verklärung-des-Herrn-Klosters im Kasaner Kreml ist nicht erhalten.

## Ehrungen, Preise
- Russischer Orden der Heiligen Anna III. Klasse (1865), II. Klasse (1882), I. Klasse (1888)
- Sankt-Stanislaus-Orden II. Klasse (1867), mit Kaiserkrone (1870), I. Klasse (1882)
- Peter-der-Große-Preis des Volksbildungsministeriums (1878)
- Orden des Heiligen Wladimir III. Klasse (1878), II. Klasse (1896)
- Ehrenbürger der Stadt Tomsk (1898)[4]
- Kaiserlich-Königlicher Orden vom Weißen Adler (1899)